# Daphnis (Kentaur)

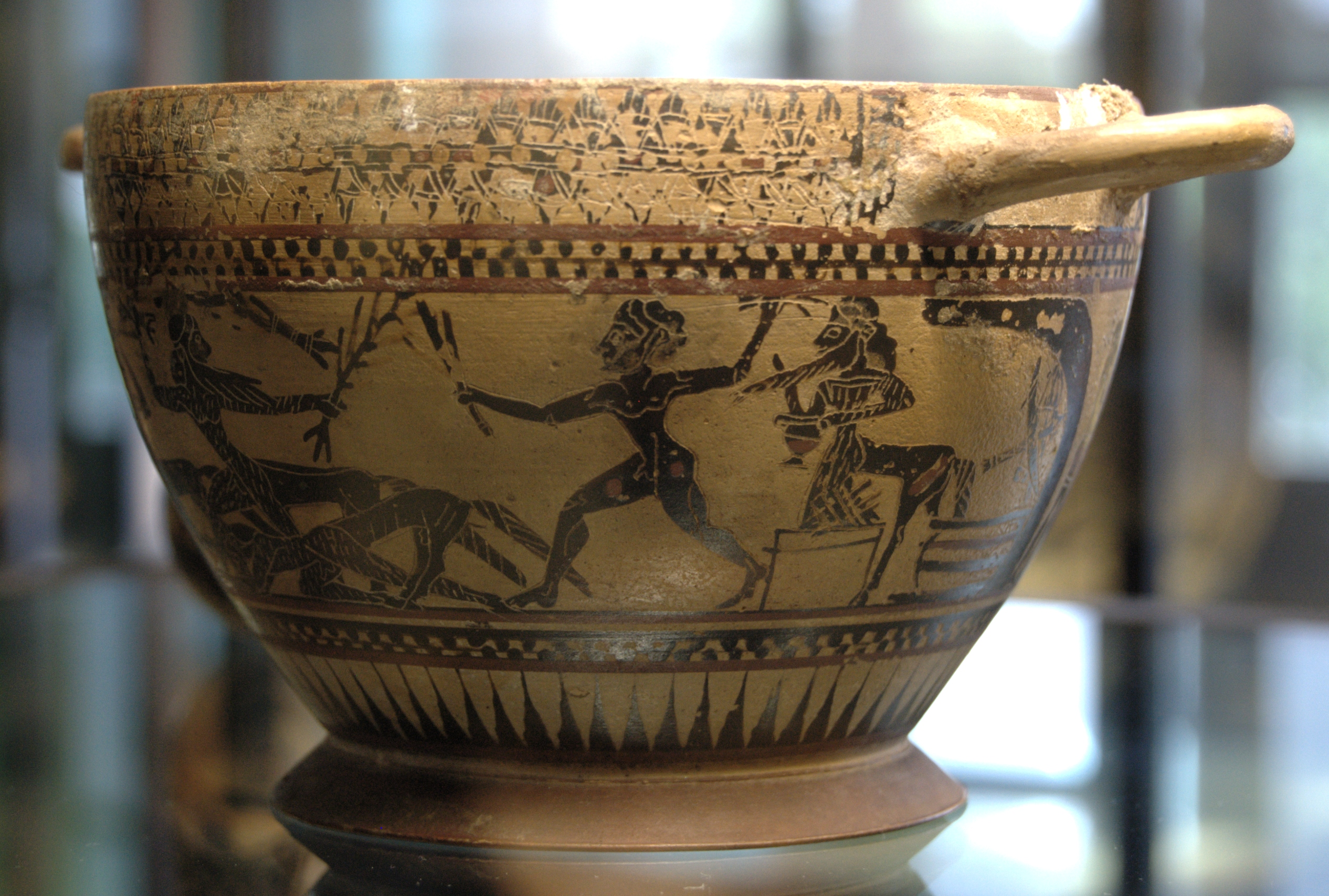
Skyphos um 580 v. Chr.: links die Kentauren, in der Mitte Herakles, rechts Pholos mit dem Wein

Daphnis ist in der griechischen Mythologie ein Kentaur, der in einer Nebenhandlung von Herakles auf seiner Jagd nach dem Erymanthischen Eber, eine seiner Hauptaufgaben, getötet wird. Einzige Quelle ist Diodor, Bibliothek, Buch 4, Kapitel 12.

## Name
Der Name kommt vom griechischen δαφνίς, daphnís, lateinisch und deutsch mit abweichender Betonung Betonung auf der ersten Silbe Dáphnis, die Frucht der δάφνη, dáphnē, Lorbeer. Pape-Benseler übersetzt ihn konsequent mit „Lorenz“, eine Variation des lateinischen laurus, Lorbeer.
Der Name gehört durch den Naturbezug zu den typischen Kentaurennamen, „in denen eine deutliche Anspielung auf den Wohnsitz in Tannen-, Fichten-, Eichen- und Lorbeerwäldern ... zu erkennen ist.“

## Mythos
Er gehört zum elisch-arkadischen Sagenkreis der herakleischen Kentaurenkämpfe. Die Kentauromachie verzichtet auf seine Teilnahme.
Ort des Geschehens ist die Höhle des Kentauren Pholos, der Herakles mit Wein bewirtet, dessen Geruch andere Kentauren anlockt, die sich in ihrer Wildheit nicht zügeln können. Unter ihnen ist Daphnis, der nur einen kurzen Auftritt hat, als er mit der Kentauren-Herde den Herakles attackiert und von diesem auf der Stelle getötet wird:  „Die meisten (Kentauren) tötete er und die übrigen zwang er (Herakles) zur Flucht. Unter den umgekommenen Kentauren sind die bekanntesten Daphnis, Argeius und Amphion.“
Dass er einer der „Bekanntesten“ war, ist wohl etwas übertrieben, denn ohne Profil, Kampfhandlung und Todeserzählung bleibt er doch nur ein Dutzendkentaur unter vielen. Allein seine namentliche Nennung hebt ihn aus der Masse heraus. Er ist ein Opfer in der Funktion, die Heldentaten des Herakles noch weiter zu steigern.
Zum mythologischen Zusammenhang und Hintergrund siehe die Artikel Amphion und Argeios.